# 御膚術
《御膚術》（英語：Natural Beauty），是2009年香港亞洲電視一個以美容為主題的電視節目。由姚佳雯、呂潔和戚黛黛主持。節目長度為每集25分鐘左右，由2009年7月19日起，逢周日晚上10點10分首播，9月13日改爲晚上10點25分播放。

## 節目內容
由2009年7月19日至2009年10月11日：
| 集數 | 首播日期       | 題目                     |
| 1    | 2009年7月19日  | 黃褐斑和雀斑             |
| 2    | 2009年7月26日  | 黑眼圈                   |
| 3    | 2009年8月2日   | 駐顏之朮                 |
| 4    | 2009年8月9日   | 濕疹                     |
| 5    | 2009年8月16日  | 狐臭和口臭               |
| 6    | 2009年8月23日  | 排毒                     |
| 7    | 2009年8月30日  | 燕窩與阿膠               |
| 8    | 2009年9月6日   | 甲癬、主婦手和香港腳     |
| 9    | 2009年9月13日  | 少年白頭                 |
| 10   | 2009年9月20日  | 白斑（又稱白蝕或白癜風） |
| 11   | 2009年9月27日  | 痤瘡                     |
| 12   | 2009年10月4日  | 脂肪粒、老人斑           |
| 13   | 2009年10月11日 | 銀屑病                   |

## 收視
以下為該節目於亞洲電視由2009年7月19日至2009年10月11日首播之收視紀錄：
| 週次 | 日期           | 平均收視 |
| ---- | -------------- | -------- |
| 1    | 2009年7月19日  | 4點      |
| 2    | 2009年7月26日  | 3點      |
| 3    | 2009年8月2日   | 4點      |
| 4    | 2009年8月9日   | 4點      |
| 5    | 2009年8月16日  | 3點      |
| 6    | 2009年8月23日  | 3點      |
| 7    | 2009年8月30日  | 3點      |
| 8    | 2009年9月6日   | 3點      |
| 9    | 2009年9月13日  | 2點      |
| 10   | 2009年9月20日  | 3點      |
| 11   | 2009年9月27日  | 3點      |
| 12   | 2009年10月4日  | 2點      |
| 13   | 2009年10月11日 | 4點      |

資料來源：CSM媒體研究

## 外部連結
- 官方網站